# Cầu Núi Đọ
Cầu Núi Đọ là cây cầu bắc qua sông Chu trên tuyến đường cao tốc Bắc – Nam phía Đông đoạn Mai Sơn – Quốc lộ 45, thuộc địa phận huyện Thiệu Hóa, tỉnh Thanh Hóa.
Đây là công trình cầu dài nhất trên tuyến cao tốc Mai Sơn – Quốc lộ 45, cũng là cây cầu trên cao tốc Bắc – Nam vượt sông dài nhất tỉnh Thanh Hóa.

## Tên gọi
Cây cầu được đặt tên theo núi Đọ, một quả núi có độ cao khoảng 158 m, độ dốc từ 200 đến 250 m. Núi Đọ nằm ở hữu ngạn sông Chu, trên ranh giới xã Tân Châu (thuộc huyện Thiệu Hóa), phường Thiệu Khánh và xã Thiệu Vân (thuộc thành phố Thanh Hóa).
Núi Đọ không chỉ là một danh lam thắng cảnh mà còn là một địa chỉ "đỏ" để các nhà khảo cổ học nghiên cứu những dấu vết của người tiền sử và một nền văn hóa cổ trên đất Thanh Hóa. Cụm di tích núi Đọ thuộc khu vực di chỉ Thiệu Dương và Đông Sơn, được công nhận là di tích lịch sử – văn hóa cấp quốc gia năm 1962.

## Vị trí
Cầu Núi Đọ nối 2 bờ sông Chu thuộc địa phận huyện Thiệu Hóa, tỉnh Thanh Hóa. Bờ bắc của cầu thuộc xã Thiệu Hợp, bờ nam thuộc xã Tân Châu.

## Quy mô
Cầu Núi Đọ có tổng mức đầu tư khoảng 550 tỷ đồng, thuộc gói thầu 14–XL dự án cao tốc Mai Sơn – Quốc lộ 45, do liên danh nhà thầu Vinaconex – Trung Nam E&C đảm nhận.
Theo thiết kế, cầu Núi Đọ dài 1.646,9 m, rộng 23,5 m, gồm 4 làn xe cơ giới, 2 làn dân sinh hỗn hợp có dải phân cách và dải an toàn. Cây cầu là dự án lớn nhất thuộc tuyến cao tốc Mai Sơn – Quốc lộ 45.
Theo thiết kế, dầm cầu chính sử dụng dầm bê tông cốt thép dự ứng lực liên tục được thi công bằng phương pháp đúc hẫng cân bằng, cường độ bê tông fc = 40 Mpa, mặt cắt ngang dầm dạng hộp, thành xiên 5:1 dày 50 cm, chiều cao dầm thay đổi từ H = 2,4 m – 5,4 m.
Chiều dài nhịp đúc hẫng L = 55 + 90 + 55 = 200 m. Đối với dầm cầu dẫn sử dụng dầm bê tông cốt thép dự ứng lực Super T lắp ghép L = 38,2 m, chiều cao dầm H = 1,75 m.
Trụ cầu chính đổ bê tông cốt thép tại chỗ, đặt trên hệ móng cọc khoan nhồi D1500; Trụ cầu dẫn, mố cầu cũng được đổ bê tông cốt thép tại chỗ, đặt trên hệ móng cọc khoan nhồi D1200.

## Lịch sử
Công trình được khởi công xây dựng vào ngày 30 tháng 3 năm 2021 và được hợp long vào ngày 9 tháng 4 năm 2022.
Ngày 29 tháng 4 năm 2023, cầu Núi Đọ được đưa vào khánh thành đồng bộ cùng tuyến cao tốc Mai Sơn – Quốc lộ 45 (đoạn từ đầu dự án đến nút giao Đông Xuân), phục vụ các phương tiện lưu thông trên tuyến cao tốc – Bắc Nam. Cây cầu còn có làn hỗn hợp dân sinh giúp người dân đôi bờ sông Chu đi lại an toàn, thuận tiện hơn, không còn nỗi lo mất an toàn giao thông khi di chuyển bằng phà trước khi cây cầu được xây dựng.

## Hình ảnh

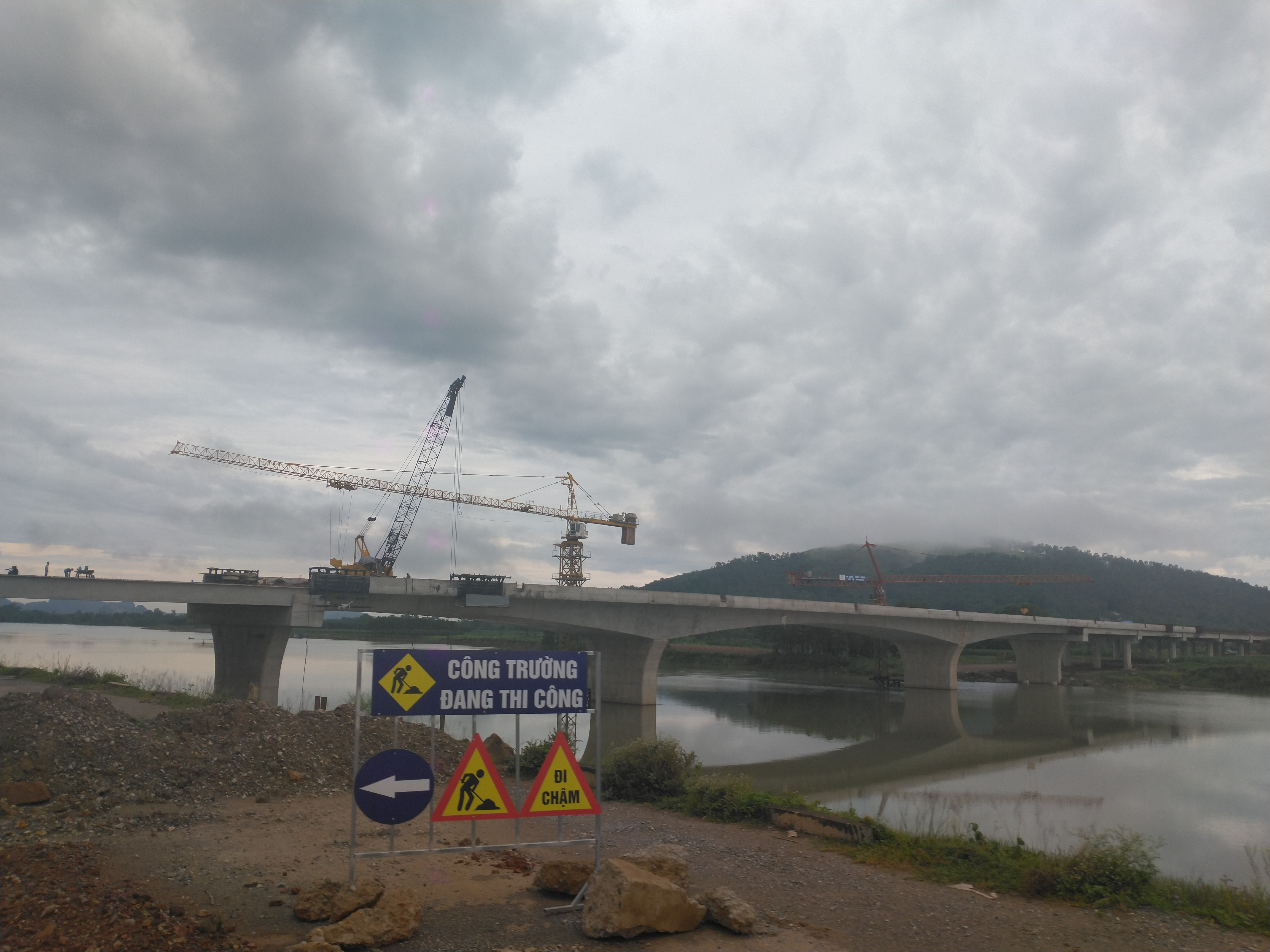
Công trình thi công cầu Núi Đọ nhìn từ bờ bắc, tháng 8 năm 2022
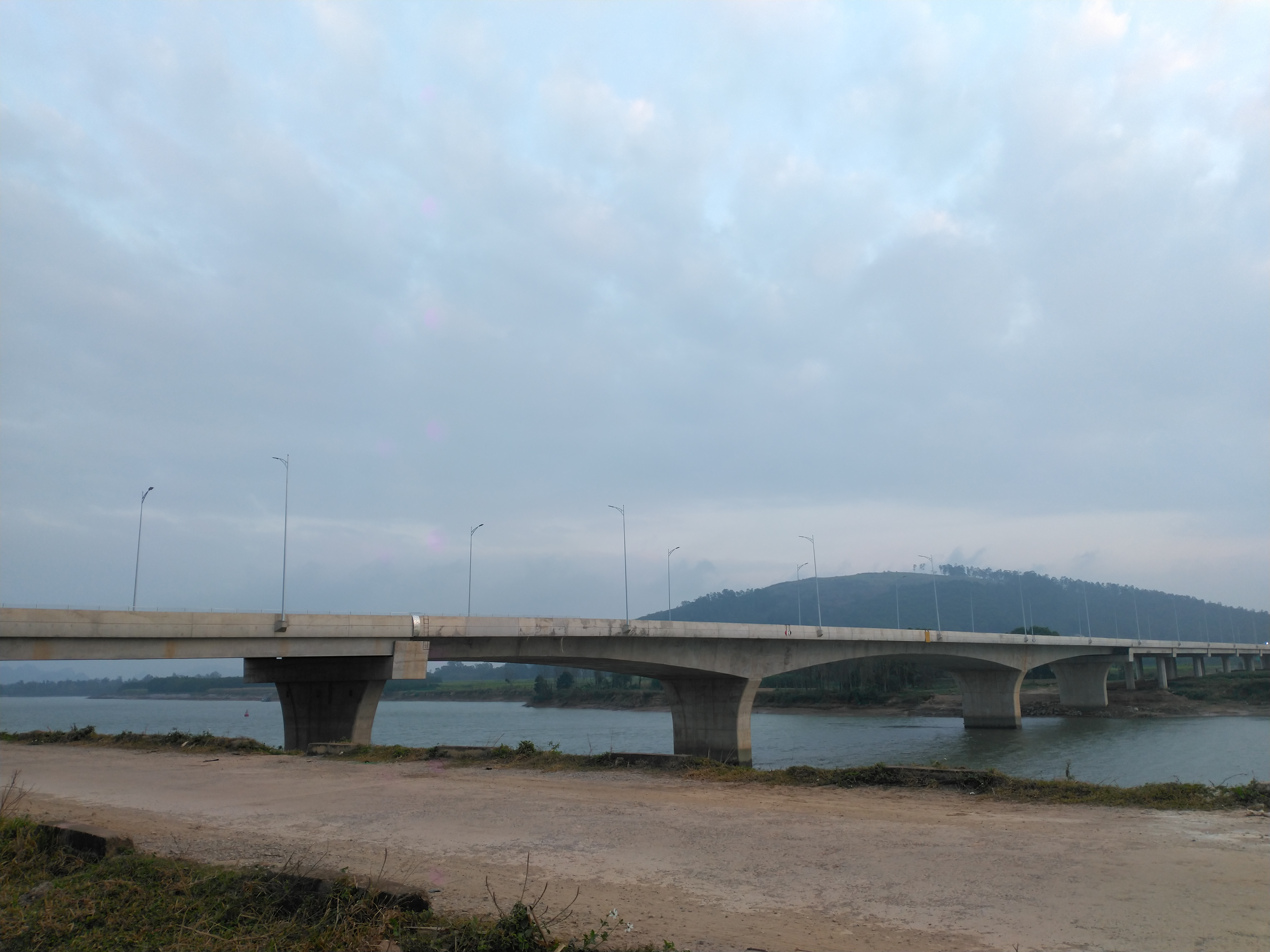
Cầu Núi Đọ nhìn từ bờ bắc, tháng 1 năm 2023